# فانس كومبوراس
فانس كومبوراس (باليونانية: Φάνης Κουμπούρας)‏ مواليد 8 ديسمبر 1983 في أثينا، هو لاعب كرة سلة يوناني. بدأ مسيرته الاحترافية في سنة 2001. يبلغ طوله 6 قدم 1.75 بوصة (1.9 م). حقق المركز الثاني في كرة السلة في ألعاب البحر الأبيض المتوسط 2009. لعب مع نادي أولمبيا لاريسا لكرة السلة ونادي أريس لكرة السلة.

## الميداليات
| الميدالية | المسابقة                                     |
| --------- | -------------------------------------------- |
| فضية      | كرة السلة في ألعاب البحر الأبيض المتوسط 2009 |

## روابط خارجية
- فانس كومبوراس على موقع الاتحاد الدولي لكرة السلة (الإنجليزية)
- فانس كومبوراس على موقع الدوري الأوروبي لكرة السلة (الإنجليزية)
- فانس كومبوراس على موقع كرة السلة الأوروبية.كوم (الإنجليزية)
- فانس كومبوراس على موقع ريلجم (الإنجليزية)
- فانس كومبوراس على موقع سبورتس رفرنس (الإنجليزية)